# Antje Schlottmann
Antje Schlottmann (* 8. Februar 1970 in Konstanz) ist eine deutsche Geographiedidaktikerin. Seit 2008 ist sie Professorin für Geographie und ihre Didaktik am Institut für Humangeographie der Goethe-Universität Frankfurt. In ihrer Arbeit beschäftigt sie sich mit der alltäglichen und wissenschaftlichen Herstellung raumbezogener Wirklichkeit durch Bilder in verschiedenen Vermittlungskontexten. Hierzu gehören Konstruktionen von sehenswerten Orten in sozialen Medien, Sicht- und Unsichtbarkeiten von Umwelteinflüssen, Raumerlebnisse, die über Werbung für „Outdoor-Sport“ produziert und vermarktet werden, Bilder von Natur und Mensch in Bildungsmedien sowie die visuelle Vermarktung der Begegnung mit Wildtieren.

## Werdegang
Ihr Magisterstudium im Fach Geographie an der Albert-Ludwigs-Universität Freiburg beendete Schlottmann mit einer Arbeit zu „strategischen Räumen“ in einem Entwicklungsprojekt in Tansania. An der Friedrich-Schiller-Universität Jena promovierte sie zu theoretischen Perspektiven der „RaumSprache“ zur Reproduktion von Ost- und West-Deutschland. Seit 2008 ist sie Professorin für Geographie und ihre Didaktik am Institut für Humangeographie.

## Arbeitsfelder (Auswahl)

### Natur – Gesellschaft – Visualität
Schlottmann arbeitet zur Konstruktion von Naturraum in Bildern der Werbung (Outdoor), zu Naturräumen und zum Klimawandel. Mit Blick auf die unterrichtliche Arbeit von Geographielehrkräften liefert sie Beiträge zur kritisch-reflexiven Arbeit mit Bildern und Karten in neuen Medien im Unterricht und zu kindlichen Vorstellungsbildern zu Naturraum oder Mensch- und Naturbilder in Schulbüchern mit dem Ziel, (angehende) Lehrpersonen zu einem kritisch-reflexiven Umgang mit Bildlichkeit im (Geographie)Unterricht anzuleiten und eine kritisch-reflexive visuelle Kompetenz zu fördern.

### Spiegelbilder des Klimawandels
Die mediale Darstellung von weltlichen Phänomenen der globalen Erwärmung steht im Zentrum von Schlottmanns Arbeit zu Natur-Darstellungen in der Klimawandel-Berichterstattung. Ziel ist es, durch Überlegungen zur Bedeutung dieser visuellen Konstruktionen und der durch sie gegebenen Möglichkeiten der Einflussnahme auf Bildungsprozesse z. B. hinsichtlich gesellschaftlicher Naturverhältnisse, Implikationen für einen Umgang mit Bildern in der Vermittlung geographischer Gegenstände zu entwickeln.

### Die „freie“ Natur
Die sogenannte freie oder unveränderte Natur ist nicht einfach gegeben und wartet darauf dargestellt zu werden. Sie wird in verschiedenen Bereichen der kommunikativen Praxis hergestellt, präsentiert und inszeniert. In diesem Sinne ist „Natur“ das Produkt einer wachsenden Industrie von so genannten Outdoor-Produkten (steigende Zahl von Outdoor-Messen, Verbreitung von Unternehmen, die Outdoor-Bekleidung/-Ausrüstung verkaufen). Diese Industrie wirbt u. a. in Zeitschriften, die sich mit Outdoor-Aktivitäten beschäftigen. Schlottmann beschäftigt sich in ihren Beiträgen zur „freien“ Natur mit sozialen Praxen der Herstellung von Naturvorstellungen und Möglichkeiten eines kritisch-reflexiven Umgangs mit diesbezüglichen sozialen Konstrukten im schulischen Unterricht.

## Monographien & Herausgeberschaften (Auswahl)
- Entwicklungsprojekte als 'Strategische Räume': Eine akteursorientierte Analyse von sozialen Schnittstellen am Beispiel eines ländlichen Entwicklungsprojektes in Tanzania. Verlag für Entwicklungspolitik: Saarbrücken 2019.
- RaumSprache – Ost-West-Differenzen in der Berichterstattung zur deutschen Einheit. Eine sozialgeographische Theorie. Franz Steiner: Stuttgart 2005. ISBN 978-3-515-08700-1
- Unter Mitarbeit von Jeannine Wintzer: Weltbildwechsel: Ideengeschichten geographischen Denkens und Handelns. Haupt: Bern 2019. ISBN 978-3825252182
- Unter Mitarbeit von Jussi Bade & Holger Gertel: Wissenschaftlich Arbeiten – Ein Leitfaden für Studierende der Geographie. Haupt: Bern 2014.
- Unter Mitarbeit von Holger Jahnke & Mirka Dickel (Hrsg.): Räume visualisieren. Geographiedidaktische Forschungen. Münsterscher Verlag für Wissenschaft: Münster 2017. ISBN 978-3-8252-5513-8
- Unter Mitarbeit von Inga Gryl & Detlev Kanwischer (Hrsg.): Mensch:Umwelt:System – Theoretische Grundlagen und praktische Beispiele für den Geographieunterricht. LIT-Verlag: Berlin 2016. ISBN 978-3-643-13125-6
- Unter Mitarbeit von Judith Miggelbrink (Hrsg.): Visuelle Geographien. Produktion, Aneignung und Praxis der Vermittlung von RaumBildern. transcript: Bielefeld 2015. ISBN 978-3-8376-2720-6

## Aufsätze (Auswahl)
- Unter Mitarbeit von Julia Poerting (2020): Das Charisma der Petfluencer: Zur Medialisierung konsumtiver Mensch-Tier Beziehungen am Beispiel Instagram. Berichte. In: Geographie und Landeskunde 93, 145–170.
- Antje Schlottmann (2019): Gegenwärtige Zukünfte. Drei bildungsgeographische Miniaturen im Anschluss an Ute Wardengas GZ Journal Lecture. In: Geographische Zeitschrift 108, 1, 32–38. https://doi.org/10.25162/gz-2019-0015
- Unter Mitarbeit von Eva Nöthen & Detlev Kanwischer (2015): BILD MACHT STADT. Eine Unterrichtsanregung zum kritisch-reflexiven Umgang mit alltäglichen Visualisierungen. In: geographie heute 324, 26–29.
- Antje Schlottmann (2008): Wie aus Worten Orte werden: Gehalt und Grenzen sprechakttheoretischer Sozialgeographie. In: Geographische Zeitschrift 95, 1/2, 5–23.